# Melay (Saona y Loira)
 Melay  es una población y comuna francesa, en la región de Borgoña, departamento de Saona y Loira, en el distrito de Charolles y cantón de Marcigny.

## Demografía
| 1053 | 1015 | 900 | 876 | 819 | 820 |
| Para los censos de 1962 a 1999 la población legal corresponde a la población sin duplicidades (Fuente: INSEE [Consultar]) |      |     |     |     |     |